# ベレヌス
ベレヌス (Belenus) は、ケルト神話における、光・火・治癒をつかさどる神。その名は「輝くもの」の意。妻はベリサマ。
ユリウス・カエサルのガリア戦記などでは、ローマ神話のアポロと同一視される。
ヘロディアヌスが著作の中でこの神に言及している。
ウェールズの王オーウェンの始祖、アバラクはベリ大王と聖アンヌの息子だとされるが、ベリ大王とはベレヌスであり、聖アンヌとは女神アヌがキリスト教の受容に際して聖人化した存在だと考えられる。

## 注
1. ↑  ジョーンズ 2005, p. 143.
2. ↑  田中, p. 27.